# Néstor Flaumer
Néstor Adrian Flaumer (n. 11 de agosto de 1967, Oncativo, Provincia de Córdoba (Argentina)), es un piloto argentino de automovilismo de velocidad, actualmente retirado. Compitió, entre otras categorías, en Fórmula 3 Sudamericana (Clase B) con un Reynard Volkswagen Spiess, Fórmula Súper Renault Argentina con Berta Renault y Tom´s Renault y TC 2000 con Honda Civic 4 puertas.

## Resultados

### Turismo Competición 2000
| Año  | Equipo          | Auto           | 1    | 2    | 3   | 4   | 5   | 6   | 7   | 8   | 9   | 10  | 11   | 12   | 13  | 14 | 15  | 16  | 17    | 18    | 19 | 20 | 21  | 22  | 23  | 24  | 25  | 26  | 27    | 28    | Res. | Puntos |
| ---- | --------------- | -------------- | ---- | ---- | --- | --- | --- | --- | --- | --- | --- | --- | ---- | ---- | --- | -- | --- | --- | ----- | ----- | -- | -- | --- | --- | --- | --- | --- | --- | ----- | ----- | ---- | ------ |
| 1999 |                 |                | AG I | AG I | MDP | MDP | POS | POS | OLA | OLA | RC  | RC  | BA I | BA I | BB  | BB | TRE | TRE | AG II | AG II | GR | GR | RAF | RAF | PAR | PAR | SJO | SJO | BA II | BA II | 17°  | 24     |
| 1999 | Pierandrei Team | Honda Civic VI | 16†  | 11   | 14  | 9   | 8   | 4   | Ret | Ex. | Ret | 13† | 12   | Ret  | 19† | 8  | Ret | Ret | Ret   | 11    |    |    |     |     |     |     |     |     | 6     | 13    | 17°  | 24     |